# Cissussläktet
Cissus är ett släkte i familjen vinrankeväxter med omkring 350 arter.
De är vanligen klättrande växter och deras skott kan bli 6-8 m långa. Deras blad är hårda, elliptiska och gröna och de har en läderaktig och glänsande yta. Blommorna är mycket oviktiga och växten förekommer i olika former. Draktandscissus, som är en avvikande sort, härstammar från Australien och är en vanlig växt både i Sverige och på andra håll. Som krukväxt kan den få 2-3 m långa projektiler. När växten först kom till Sverige på 1930-talet blev den mycket modern och snart fanns den i många hem. Dess popularitet har ibland ökat och ibland minskat. Förutom Draktandscissus finns bland annat Dvärgcissus och Quadrangulariscissus